# Русские цыгане
Ру́сские цыга́не, также севернору́сские цыга́не (самоназвание ру́ска рома́, также ру́сска рома́) — цыганская этническая группа, входящая в группу цыган-рома. 
Руска рома сформировалась в Северо-Западной части Российской империи из иммигрировавших в XVIII веке в страну немецких и польских цыган. Являются первой и самой многочисленной этнической группой цыган, появившейся в России. Делятся на территориальные подгруппы, название которых происходит от русского наименования местности, например: псковска рома, смоленска рома, сибиря́ки (сиби́рска рома́), забайка́льцы, бо́бры.
Изначально были известны как халадытка рома (то есть «армейские цыгане», «цыгане-солдаты», от цыганского слова халадэ — русские, солдаты; единственное число халадо), пока не выделились в особую цыганскую группу. В настоящее время этот этноним выходит из употребления.
Традиционно вели полуоседлый образ жизни, зимуя в крестьянских домах. В настоящее время большинство оседлы. Традиционно основными занятиями была торговля лошадьми у мужчин и гадание, сопровождавшееся попрошайничеством — у женщин. Также — музыкальное исполнительство. Большой популярностью у русского населения пользовалось цыганское пение, и хоры давали цыганам во многих городах средства к существованию. При советской власти — торговля товарами потребления. В настоящее время распространена торговля автомобилями. В настоящее время русские цыгане — одна из самых образованных цыганских этногрупп с широким спектром профессий. Заметно отличились в музыкальной области; стоят у истоков цыганского романса.

## История
Русские цыгане являются потомками синти, которые пришли из Германии через Польшу и из Швеции, предположительно, сначала на территорию Смоленщины, входившей в состав Великого княжества Литовского, откуда в конце XVII или начале XVIII века расселились по всей России. Проживая в западных странах, цыгане этой общности нанимались в армию, в России они некоторое время сохраняли эту традицию.
В России цыгане были приписаны к крепостным и обложены налогом, хотя никаких принудительных мер для обеспечения этого не было предпринято. Цыганам было позволено кочевать, торгуя лошадьми.
В 1774 году граф А. Г. Орлов-Чесменский выписал в Москву из княжества Валахии первую цыганскую капеллу, которая впоследствии развилась в Соколовский хор, по имени своего первого руководителя, главы цыган Ивана Соколова, и положила начало профессиональному цыганскому исполнительству в России, существенно повлиявшему на развитие русской народной музыкальной и романсовой культуры. Солистка первого цыганского хора Степанида носила фамилию Солдатова, что свидетельствует о её происхождении из солдатской семьи.
В начале XIX века крепостные цыганские хоры были освобождены и начали самостоятельную деятельность в Москве и Санкт-Петербурге. В течение всего XIX века, а также в начале XX века они были в России в большой моде. Известны случаи, когда дворяне брали хоровых цыганок в жёны. Руска рома составили основу цыганских хоров, а позднее — цыганских ансамблей. В 1931 году в Москве был создан цыганский театр «Ромэн». Среди его основателей — русские цыгане, так же, как и большая часть его актёров.
В 1812 году цыгане Соколовского хора записались в кавалерийские части. В 1812 году, в связи со вторжением французских войск, общины русских цыган Москвы и Санкт-Петербурга добровольно жертвовали крупные суммы денег на содержание российской армии, а также лучших коней для кавалерии. Цыганская молодёжь отправилась служить в уланские полки.
В 1870 году российская газета писала: «В рядах нашей армии есть много солдат из этого племени… хорошие солдаты, красивые, стройные, знающие своё дело».
В конце XIX века в Малом театре даёт представления цыганская театральная труппа Н. И. Шишкина. К этому времени русские цыгане уже значительно интегрированы в российское общество и представлены в таких сословиях, как крестьянство, мещанство, купечество. Множество семей ведут оседлый образ жизни.

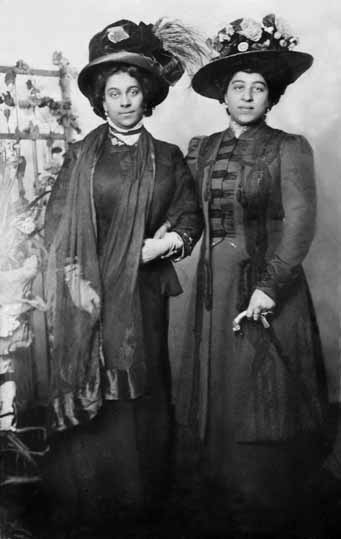
Русские цыганки из состоятельной московской семьи

Отдельные представители цыганской молодёжи после революции участвовали в Гражданской войне как на стороне Красной армии, так и на стороне Белой армии. В результате прихода к власти большевиков многие оседлые купеческие семьи бросают имущество и уходят в кочевье — кочевых цыган власть автоматически относит к категории бедноты.
В конце 1920-х — начале 1930-х годов в СССР происходит выработка литературной цыганской нормы на базе диалекта русских цыган. У истоков появившейся цыганоязычной литературы и прессы стоят в основном русские цыгане.
Начиная с 1933 года цыгане подвергаются репрессиям со стороны властей. Цыганоязычная пресса и литература в 1930-х закрывается.
Во время Великой Отечественной войны советские цыгане, включая руска рома, по призыву и добровольно отправлялись в армию. Они участвовали в боевых действиях в качестве рядовых, офицеров, танкистов, артиллеристов, лётчиков, шофёров, кавалеристов, разведчиков, медицинских работников. Подростки и старики участвовали в партизанских отрядах. Цыганские артисты (в основном, женщины) выступали на передовой, давали шефские концерты в госпиталях. Большое количество цыган, в том числе русских, на оккупированных территориях стали жертвами организованного нацистами и их пособниками геноцида. Многие погибли на фронте и в блокадном Ленинграде.
После войны растёт популярность цыганской музыки. Театр «Ромэн», цыганские певцы и цыганские ансамбли процветают. Цыгане СССР начинают воспринимать культуру русских цыган как базовую цыганскую культуру.
После указа о запрете кочевья 1956 года происходит вторая волна оседания русских цыган.
В 1980-х годах ряд представителей цыганских артистических семей внесли заметный вклад в «неформальную» музыку: джаз (Валентина Пономарёва), Нора Иванова, рок (Валентина Пономарёва, Михаил Жемчужный-младший), шансон (Алексей Дулькевич-младший).
Русские цыгане родственны немногочисленным в России группам польска рома, белору́сска рома́ и лотфитка рома (в Латвии и Литве), в России проживающим в основном на сопредельных с Прибалтикой территориях, хотя отдельные их семьи проживают и во внутренних регионах России. Эти группы имеют общее происхождение и традиционно назывались халады́тка рома́.

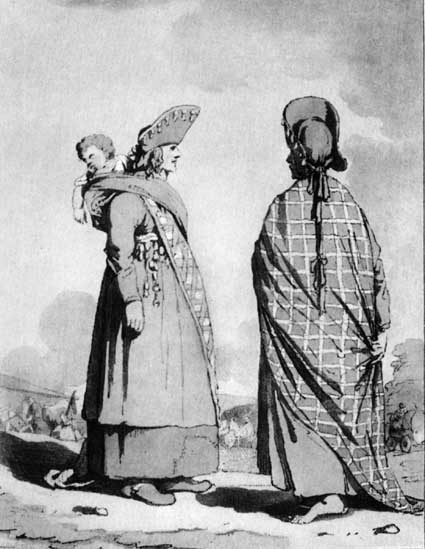
Джон Эткинсон. Русские цыганки. Зарисовка, опубликованная в 1803 году
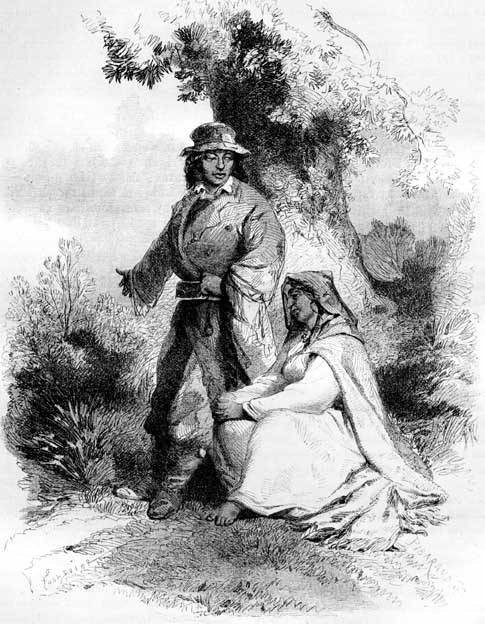
Русские цыгане. Гравюра Пирабо по зарисовке Фукье, 1872
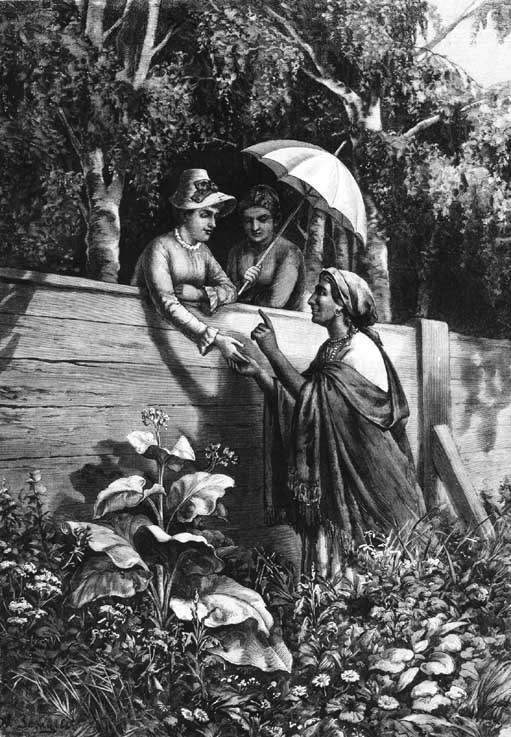
Русская цыганка-гадалка. Гравюра П. Дзедица по зарисовке А. Земцова, 1885
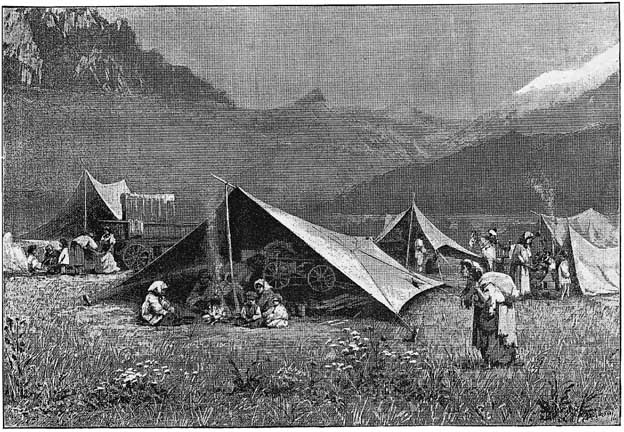
Палатка русских цыган на Кавказе. Зарисовка Козачинского, 1890

## Язык
Диалект русских цыган (северо-восточный диалект) отличается преобладанием заимствований немецких, польских и русских слов, а также использованием некоторых заимствованных из русского языка приставок и суффиксов.
Современный язык русских цыган отличается большим количеством русских заимствований.

## Расселение
Помимо родового деления, присутствует деление на территориальные подразделения (смоленские, псковские цыгане и др.), что явилось следствием долговременной привязки групп цыган к определённому ареалу кочевания и традиционным зимовкам, а в случае с сибирскими цыганами (сибирска рома) — также результатом ссылок на поселение. В Вологодской и Архангельской областях также выделяется группа вэши́тка рома́ («лесные цыгане»). Роль территориального деления в отчасти связана с распадом родовой организации и сужением круга осознаваемого родства.
Проживают небольшими дисперсными группами внутри русских посёлков либо отдельными семьями в сельской и особенно в городской местности. Компактно расселены в ареале первоначального распространения в Смоленской, Псковской, Брянской областях, на северо-западе и севере Европейской России: Ленинградская, Вологодская, Архангельская области, и по всей центральной России до Курска, на Урале и в Сибири, где они составляют преимущественное цыганское население.

## Культура
Для русских цыган до середины XX века была характерна региональная модель кочевой культуры, свойственная для большинства других старожильческих групп.

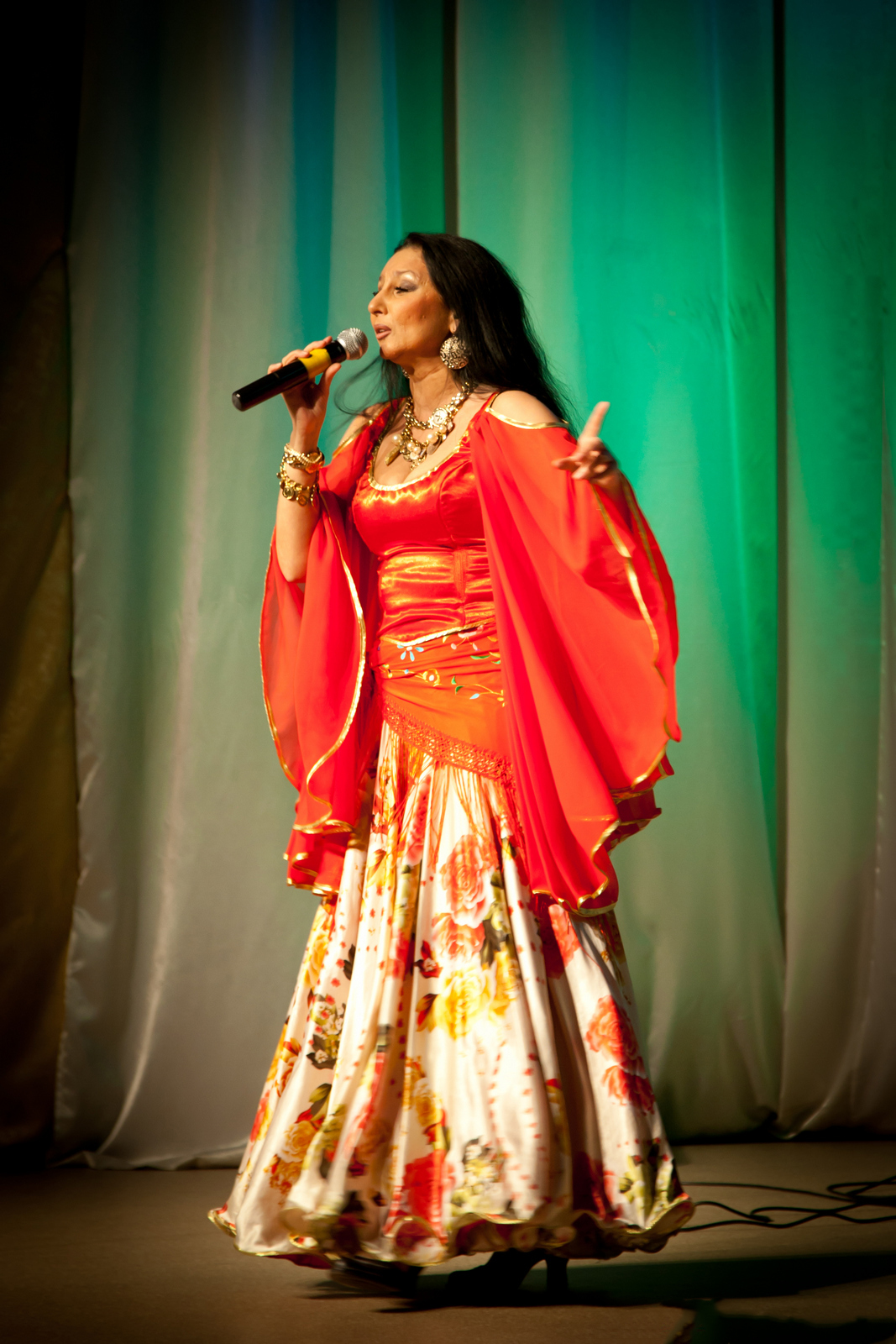
Племянница Народного артиста СССР Николая Сличенко поёт на сцене Московского театра «Ромэн»

Руска рома являются наиболее адаптированной к русской культуре цыганской группой. По вероисповеданию преимущественно православные. В некоторых районах Беларуси исповедуют католицизм. Очень многие явления своей культуры и обычаев русские цыгане заимствовали от русских. Со времени своего появления на территории России стали носить русскую одежду и петь русские песни.
Традиционный костюм русского цыгана копировал русскую купеческую моду, и состоял из свободных штанов, свободной рубахи, жилета, сапог и картуза; сейчас его можно увидеть на артистах, за исключением картуза. Сапоги считались отличительным признаком юношей и мужчин, мальчики их не носили. Ещё одним признаком считался кнут. Его не покупали, а делали сами или получали в дар. Кнут считался ценным наследством. По поверьям, в нём сохранялась удачливость барышника.
Традиционный костюм русской цыганки состоит из рубашки и юбки (или нескольких юбок), может также дополняться накинутой на плечи или повязанной на корпус или бёдра шалью. Замужняя русская цыганка носила также платок на голове и фартук. Очень ценился цветочный узор ткани. Цыганок, носящих традиционный костюм, можно встретить и в наши дни.
Музыкальное и танцевальное искусство русских цыган значительно развито, оно заметно отличается от музыки и танцев других цыган. Танцы и песни русских цыган исполняют многие цыгане России, Украины и Беларуси. В то же время, оно молодо и появилось и развилось в течение XIX—XX веков; многие авторы песен, считающихся народными, всё ещё живы.
В областях наиболее плотного расселения и сохранения общинных традиций руска рома сохраняют в наибольшей степени соционормативные основы своей традиционной культуры, в первую очередь этнический суд.
Семьи руска рома, имеющие давние традиции оседлости, занимаются разведением домашнего скота и огородничеством. В советский период работали в колхозах. Не считая сэрвов, у русских цыган раньше и сильнее других этнических групп проявился распад традиционной социальной организации, что выразилось, в частности, в укорочении родовой памяти с 10 до 3—4 поколений. У руска рома встречается наибольшее количество семей, хорошо интегрированных в русскую культуру, и лиц, имеющих среднее профессиональное и высшее образование, что, однако, остаётся нечастым явлением. В большей степени распространено использование письменных форм коммуникации, чтение печатной продукции.
Свадебный обряд русских цыган воспроизводит традиционную русскую свадьбу и включает элементы таких ритуалов как сватовство, рукобитье, выкуп и др. В то же время свадьба обладает этнической спецификой. Имеется локальная вариативность традиции. Свадебная обрядность с одной стороны сохраняет традиционный комплекс, а с другой является развивающейся системой, включающей инновации, которые адаптируются согласно потребностями сообщества.